# Наєр
На́єр Регала́до (англ. Nayer Regalado, відоміша як Наєр (англ. Nayer); нар. 2 серпня 1985 року, Нью-Джерсі, США) — американська співачка та модель.

## Біографія
Наєр народилася в Нью-Джерсі, але переїхала в Маямі, коли їй було 3 місяці. Вона почала модельну та акторську кар'єру в дуже ранньому віці, з'являючись в численних оголошеннях, і брала участь в телевізійних програмах, але більше всього подобалася поп-музика. Вона співала в Star Search в віці 7 років, а потім на карнавалах та різних святкових подіях. За підтримки її батьків, вона переїхала в Лос-Анджелес, коли їй було 14 років, щоб записати шість демонстраційних пісень. Після виходу синглу «First Kiss (Primer Beso)» співачка продовжила вдосконалювати спів, танці, гру на гітарі та фортепіано. Згодом вона підписала контракт з Universal Music Group.
2007 року виконавиця познайомилася з репером Pitbull, з яким їй було надано можливість співпрацювати. Вона з'являлася у різних піснях та відеоклпіах репера, з його альбомів «Rebelution» (2009), «Armando» (2010) та «Planet Pit» (2011).
2011 року Наєр співпрацювала з Енріке Іглесіасом (сингл «Dirty Dancer»). У вересні співачка випустила свій сингл — пісню під назвою «Suave (Kiss Me)» з Pitbull і шведсько-конголезьким співаком Mohombi. І в даний час працює над своїм альбомом з продюсером RedOne.

## Дискографія

### Міні-альбоми
- 2002 — First Kiss

### Сингли
- 2002 — «First Kiss (Primer Beso)»
- 2011 — «Suave (Kiss Me)» (з Mohombi та Pitbull)
- 2013 — «Thirsty (Splash)» (з Afrojack і Detail)